# Ana Martinez de Luco
Ana Martinez de Luco (nascida por volta de 1960–61) é uma freira e fundadora do centro de resgate Sure We Can. Sure We Can é o único centro de resgate sem fins lucrativos da cidade de Nova York.
Os objectivos de Ana de Luco incluem a criação de empregos respeitáveis para imigrantes, deficientes, idosos, pobres e sem-abrigo.
De Luco nasceu no País Basco.

## Vida de serviço
Ana de Luco tornou-se freira aos 19 anos. Ela realiza oficinas e ensina as pessoas sobre cooperativas de trabalhadores. A sua filiação religiosa é com as Irmãs da Comunidade Cristã.
Ana de Luco mudou-se para Nova York em 2004 e fundou a Sure We Can em 2007.
Em 2016, Ana renunciou ao cargo de liderança na Sure We Can.

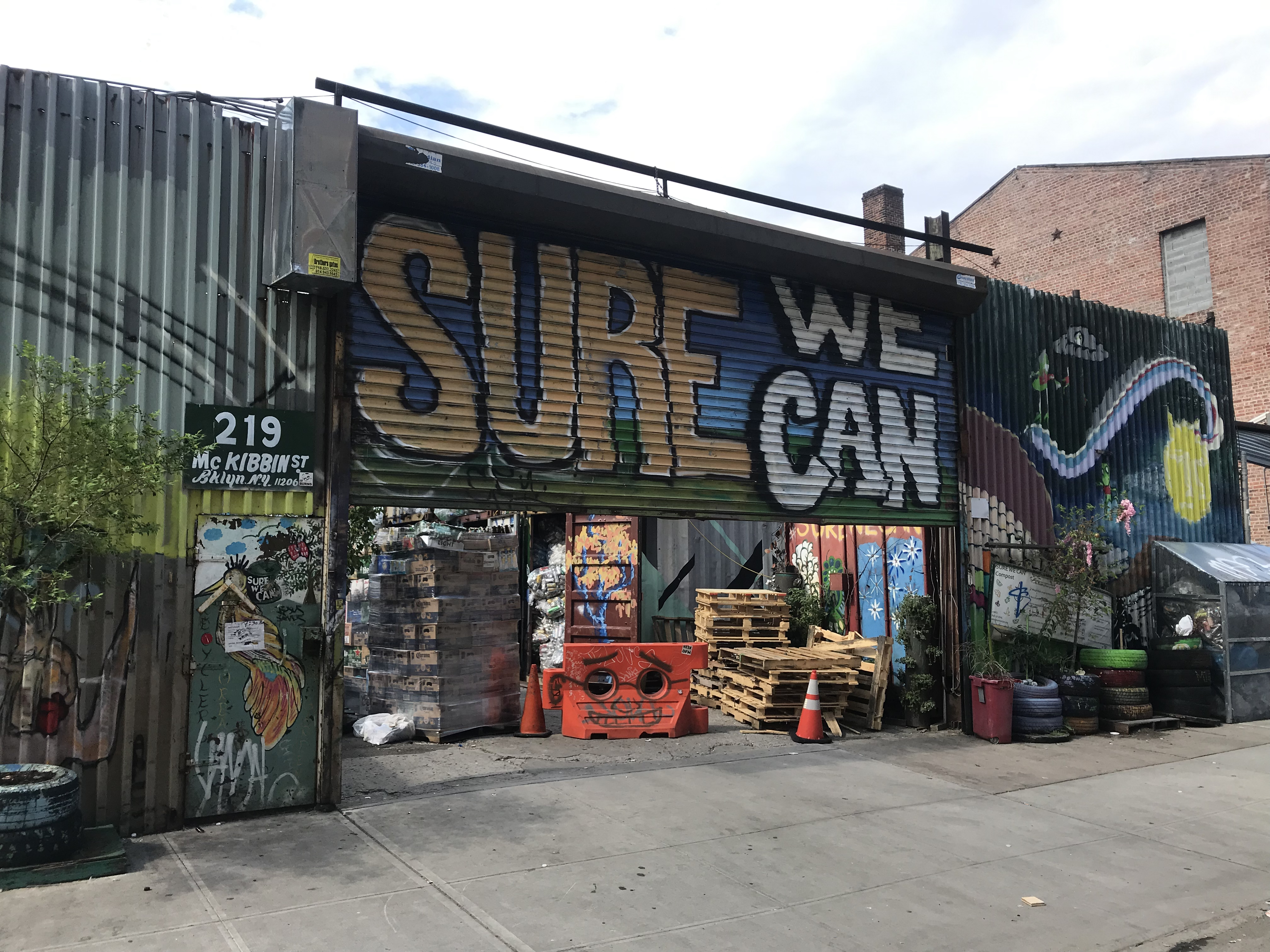
Centro de resgate Sure We Can - Brooklyn, Nova York - 2019